# Shake Hands with the Devil (film 2007)
Shake Hands with the Devil letteralmente Ho stretto le mani al Diavolo è un film del 2007 diretto da Roger Spottiswoode.
Film drammatico canadese basato sul libro autobiografico: Shake Hands with the Devil: the failure of humanity in Rwanda che racconta la personale esperienza del generale Roméo Dallaire durante il genocidio in Ruanda del 1994.
Il film è stato presentato in anteprima alla 32ª edizione del Toronto International Film Festival dal 6 al 15 settembre 2007. Il film è stato inoltre presentato al 27º Atlantic Film Festival il 13 settembre 2007 ad Halifax, Nuova Scozia.

## Trama
L'organizzazione delle Nazioni Unite affida al generale Dallaire la missione di sorveglianza delle operazioni di pace dei Caschi blu in Ruanda. Dallaire si rende conto subito che la fragile tregua ottenuta tra le forze di minoranza dei ribelli Tutsi e le forze di maggioranza governative degli Hutu sta già vacillando gravemente.
Alcuni mesi dopo il suo arrivo l'aereo del presidente ruandese viene abbattuto, fatto che diventa il pretesto per il genocidio da tempo progettato contro i Tutsi e gli Hutu moderati. Kigali diventa quindi il teatro dei peggiori orrori, un'inaudita violenza di fronte alla quale il Gen. Dallaire è costretto ad essere spettatore senza mezzi per impedire il genocidio di gran parte della popolazione Tutsi.

## Produzione
Il film è stato prodotto da Michael Donovan, (Halifax Film) e Laszlo Barna, (Barna-Alper Productions) e distribuito per il Canada da Seville Pictures Inc.. 

## Distribuzione
Nelle sale cinematografiche canadesi il film è uscito il 26 settembre 2007 a Montréal al Cinema Impérial.

## Riconoscimenti
- Jutra Award 2008
  - Vinto come miglior attore: Roy Dupuis
  - Vinto come miglior attore protagonista: Roy Dupuis
- Genie Award 2008
  - Vinto come miglior canzone originale: Valanga Khoza e David Hirschfelder per la canzone Kaya
  - Nominato come miglior attore protagonista: Roy Dupuis
  - Nominato come miglior attore non protagonista: Michel Ange Nzojibwami
  - Nominati come miglior produzione: Lindsey Hermer-Bell e Justin Craig
  - Nominato come miglior realizzazione cinematografia: Miroslaw Baszak
  - Nominato come miglior realizzazione costumi: Joyce Schure
  - Nominato come miglior regista: Roger Spottiswoode
  - Nominato come miglior realizzazione musicale: David Hirschfelder
  - Nominati come miglior realizzazione sound: Eric Fitz, Jocelyn Caron, Gavin Fernandes e Benoit Leduc
  - Nominati come miglior montaggio musicale: Marcel Pothier, Guy Francoeur, Antoine Morin, Guy Pelletier e François B. Senneville
  - Nominati come miglior film: Laszlo Barna e Michael Donovan
  - Nominato come miglior adattamento per la pellicola: Michael Donovan
- Beverly Hills Film Festival 2008
  - Vinto il Jury Award (Premio giuria): Roger Spottiswoode
- Sudbury Cinéfest 2007
  - Vinto come miglior film canadese: Roger Spottiswoode
  - Vinto il premio del pubblico: Roger Spottiswoode
- Atlantic Film Festival 2007
  - Vinto come miglior attore: Roy Dupuis

## Curiosità
- Shake Hands with the Devil non è un film di coproduzione internazionale ma è un film interamente finanziato da fondi canadesi per una somma totale di 10 milioni di dollari.[senza fonte]
- L'attore canadese Roy Dupuis, che nel film interpreta il generale Dallaire, ha trascorso diverso tempo con lui per poter preparare il suo ruolo e creare il personaggio. Il Generale ha poi commentato così la collaborazione:

- Dopo le riprese del film, avvenute in Ruanda, Roy Dupuis ha così commentato l'esperienza africana in un'intervista a ET Canada (canale tv Canadese):

- Il film è stato girato in vari Paesi: Halifax, Nuova Scozia, in Canada ed a Kigali in Ruanda. Queste location sono state tratte direttamente dal libro omonimo ed appositamente scelte per fare da scenario.